# L'ultima zingarata
L'ultima zingarata è un film documentario del 2010 diretto da Federico Micali e Yuri Parrettini.
Il film, ideato e prodotto da Francesco Conforti, è un omaggio al celebre Amici miei di Mario Monicelli e si compone di due parti: un cortometraggio, in cui viene proposto un finale alternativo alla trama monicelliana, e la parte restante, che narra della realizzazione del progetto e mostra numerose interviste ai protagonisti del film originale, tra cui Mario Monicelli, Gastone Moschin e Milena Vukotic.

## Trama
Il cortometraggio, introdotto dallo stesso Moschin, si apre con la frase che dà origine al film. Alla morte dell'amico Giorgio Perozzi (interpretato nell'originale da Philippe Noiret), l'architetto Rambaldo Melandri (Moschin) si infuria di fronte all'indifferenza del figlio e della moglie del Perozzi, personaggi sussiegosi e poco inclini a tollerare l'indole dissacrante del defunto e, con la voce rotta, invoca, «un funeralone da fargli pigliare un colpo a tutti e due a quelli... E migliaia di persone, e tutti a piangere... E corone, e telegrammi, bande, bandiere, puttane e militari...».
A differenza del finale amaramente disincantato dell'originale, la folla giunta davanti alla chiesa di Santo Spirito dà vita a un corteo maestoso e festante. 

## Produzione
I ruoli dei protagonisti del film sono stati reinterpretati da attori fiorentini non professionisti, ad eccezione del personaggio che fu di Adolfo Celi, l'illustre cattedratico Alfeo Sassaroli, che è interpretato dallo stesso Monicelli: si tratta dell'ultima apparizione cinematografica del grande regista.
La popolazione di Firenze ha accolto con favore l'idea: la mattina del 6 giugno 2010 migliaia di volontari si sono presentati vestiti a lutto nella storica piazza Santo Spirito, per partecipare come comparse alle esequie del Perozzi. Il film utilizza lo stesso piano sequenza di Amici miei, sovrapponendovi le voci originali.

## Distribuzione
Il 3 settembre 2010, il cortometraggio è stato presentato alla Mostra d'arte cinematografica presso la Villa degli Autori del Lido.
Nel 2012 il docufilm è stato trasmesso da Sky Arte in occasione dell'anniversario della morte di Mario Monicelli, e quindi reso disponibile su Sky on demand.